# Luženická lípa
Luženická lípa je památný strom u vsi Luženice severozápadně od Domažlic. Přibližně třistaletá  lípa malolistá (Tilia cordata) roste vedle kříže u cesty na sever od vsi, v nadmořské výšce 460 m. Obvod jejího kmene měří 386 cm a její pravidelná koruna dosahuje do výšky 18,5 m (měření 1994). Chráněna je od roku 1980 pro svůj vzrůst, věk, estetickou hodnotu a jako krajinná dominanta.

## Stromy v okolí
- Sikova lípa